# Darcel Yandzi
Darcel Yandzi (* 11. června 1973, Brazzaville, Konžská lidová republika) je bývalý reprezentant Francie v judu.

## Sportovní kariéra
Rodák z Brazzaville byl do Francie poslán za tetou a strýcem kvůli studiím. Během školní docházky se seznámil s judem. Jako od přírody dobře fyzicky stavěného chlapce si ho všimli trenéři a začali ho učit techniku juda. Tu pochytil velmi rychle a v roce 1992 se stal poprvé juniorským mistrem Evropy a světa. Ke všemu v polostřední váhové kategorii začal dominovat i mezi seniory. V roce 1993 získal titul seniorského mistra Evropy a na mistrovství světa získal bronzovou medaili. Jenže trenéři neuměli pracovat s jeho povahou a v roce 1994 vypadl z reprezentace kvůli životosprávě. Svůj neobyčejný talent však stále potvrzoval. Když už na některém turnaji nastoupil, byl k neporažení. Uměl si získat dav a v polovině 90. let byl mezi fanoušky juda a francouzské veřejnosti velice populární (předchůdce Teddy Rinera).
V olympijském roce 1996 udělal nečekaný krok, když po vyhraném Pařížském světovém poháru začal startovat ve váze střední. Šlo z velké pravděpodobnosti o nápad trenérů, kteří do této kategorii hledali osobnost po odchodu Tayota. Osobností Yandzi rozhodně byl a na olympijské hry v Atlantě odjížděl jako černý kůň. S touto váhou však neměl zkušenosti a to se mu stalo osudným. V prvním kole porazil mistra Evropy z roku 1994 Birče na wazari technikou sasae-curikomi-aši a ve druhém rovněž na wazari Australana Wilkinzna. Ve čtvrtfinále ho čekal zkušený Rumun Krojtoru. V zápase s ním se dopustil velké chyby, když ho po několika sekundách zápasu Rumun kontroval technikou o-soto-gaeši. V opravách potom lehkovážní pohodáři jeho typu nemají motivaci a především narazil na velmi těžkého soupeře. Tím byl Japonec Hidehiko Jošida. Přes něho cesta nevedla a turnaj tak z jeho pohledu skončil zklamáním.
V dalších letech na několik let vypadl z reprezentačního áčka. V roce 2000 se po serióznější přípravě neúspěšně účastnil nominace na olympijské hry v Sydney v polostřední váze. Zlepšenou formu však využil v roce 2001 k nominaci na mistrovství Evropy. Před domácím publikem předvedl dobrý výkon a obsadil 7. místo. Bylo to zároveň i jeho poslední vystoupení v reprezentačním dresu Francie. Později ještě uvažoval o reprezentování rodného Konga na olympijských hrách v Athénách, ale z nápadu brzy sešlo.

## Výsledky
| Turnaj             | 1992 | 1993 | 1994 | 1995 | 1996 | 1997 | 1998 | 1999 | 2000 | 2001 |
| ------------------ | ---- | ---- | ---- | ---- | ---- | ---- | ---- | ---- | ---- | ---- |
| Olympijské hry     | dns  | -    | -    | -    | úč.  | -    | -    | -    | dns  | -    |
| Mistrovství světa  | -    | 3.   | -    | dns  | -    | dns  | -    | dns  | -    | dns  |
| Mistrovství Evropy | dns  | 1.   | dns  | dns  | dns  | dns  | dns  | dns  | dns  | 7.   |
| MS juniorů         | 1.   | -    | -    | -    | -    | -    | -    | -    | -    | -    |
| ME juniorů         | 1.   | 1.   | -    | -    | -    | -    | -    | -    | -    | -    |